# 이토 아오이
이토 아오이(伊東 蒼, 2005년 9월 16일 ~ )는 일본의 배우이다.

## 출연 작품

### 영화
- 2021년 공백 - 소에다 카논 역
- 2022년 사랑은 빛 - 나카바 오즈 역